# Саїд Анвар (хокеїст на траві)
Саїд Анвар (14 жовтня 1943 — 15 липня 2004) — пакистанський хокеїст на траві.
Олімпійський чемпіон 1968 року, срібний призер 1964, 1972 років.
Переможець Азійських ігор 1970 року, срібний призер 1966 року.